# ジャン＝ジョルジュ・ノヴェール

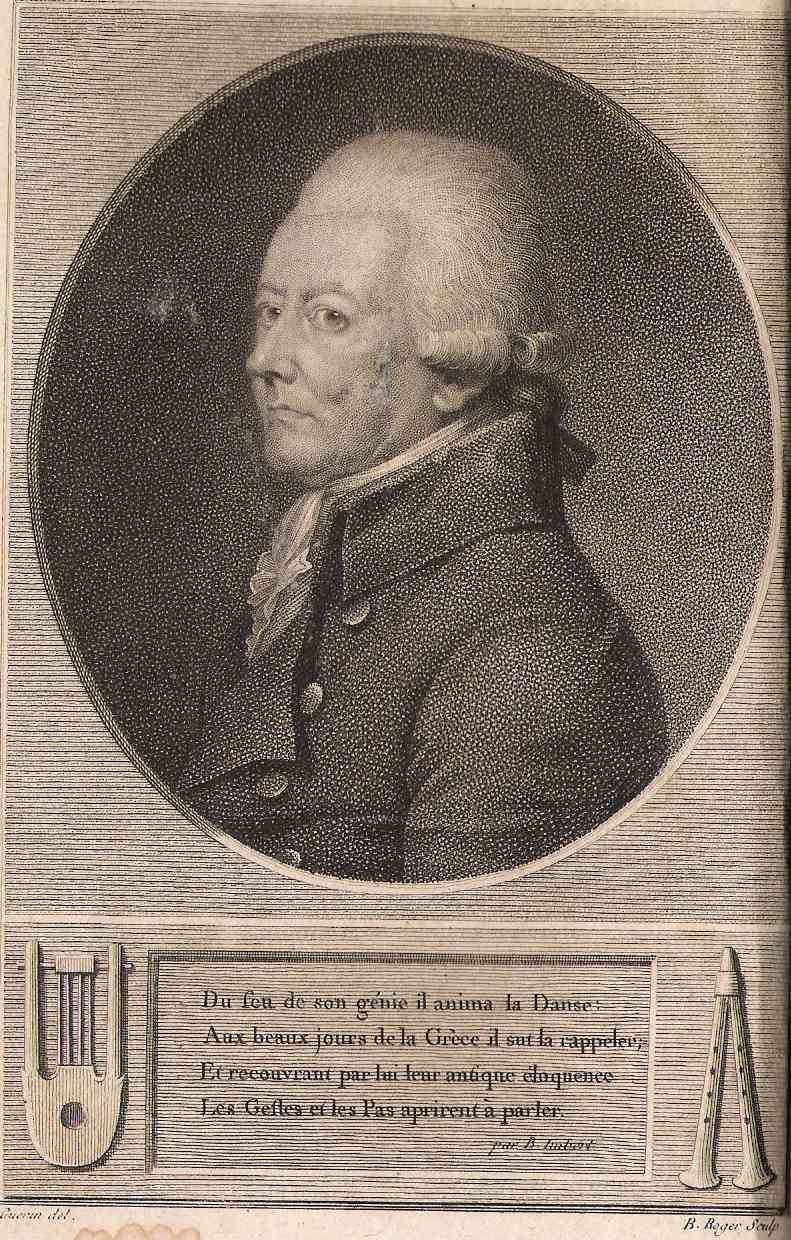
ジャン＝ジョルジュ・ノヴェール

ジャン＝ジョルジュ・ノヴェール（Jean-Georges Noverre, 1727年4月29日 - 1810年10月19日）はフランスの舞踊家・バレエマスター。19世紀の物語バレエ作品としてのバレエ・ダクシオン創造の先駆者に位置づけられている。また、その誕生日に因んで1982年にユネスコは国際ダンスデーを創設した。

## 生涯
彼は1743年にフォンテーヌブローのオペラ・コミック座で初めて踊り、1745年、フリードリヒ大王の宮廷バレエ団に招聘され2年間その庇護を受けた。1747年にオペラ・コミックのために初のバレエ作品を手がけ、振付師として最初の成功をおさめた。1748年、彼はプロシアの王子ヘンリによりベルリンに招かれたが、ストラスブールへ赴き1750年までそこに滞在した。
1757年から1760年にかけて、彼はいくつかのバレエ作品をリヨンで振付け、『舞踊とバレエについての手紙』（Lettres sur la danse et les ballets）を刊行した。
これを境に、ノヴェールが着手したバレエ芸術の改革が始まったと言えよう。
彼はヴュルテンブルク公爵カール＝オイゲンの庇護を受けてシュトゥットガルトに滞在し、1760年から1766年の間、宮廷のメートル・ド・バレエを務め、その後ウィーンでオーストリア女帝マリア・テレジアと1774年まで契約した（その間、皇女たちの舞踊教師なども勤めている）。
1775年、彼はフランス王妃マリー・アントワネットの要請でパリ・オペラ座のメートル・ド・バレエに就任した。
ノヴェールは1776年の春、バレエを上演するためにウィーンに赴いたが、同年6月に再びパリに戻り、
フランス革命によって貧困に陥るまでそのままオペラ座の地位に留まった。1781年にオペラ座を退いた後、イギリスに亡命したが長い放浪生活の末フランスに戻り、1810年11月19日、サン＝ジェルマン＝アン＝レーで亡くなった。
ノヴェールの友人にはヴォルテール、モーツァルト、フリードリヒ大王、彼を「舞踊界のシェイクスピア」と呼んだ俳優デイヴィッド・ガリックがいる。
彼のバレエ作品のうち最も輝かしい事績を残しているのは『ウェヌスの化粧室』（La Toilette de Venus）、『後宮の嫉妬』（Les Jalousies du sérail）、『頑固な海賊』（La dour corsaire）、『ライバルのない嫉妬』（Le Jaloux sans rival）などである。
書簡としては『新しいオペラ空間構築に関する所見』 （1781年）、『ヴォルテールに宛てたガリックに関する手紙』（1801年）、『広告チラシに関する芸術家に宛てた手紙』（1801年）などを著わした。

## ノヴェールの主な作品
- 『中国の祭り』Les Fêtes chinoises （パリ 1754年） （音楽 ラモー）
- 『青春の泉』La Fontaine de jouvence （パリ 1754年）
- 『ウェヌスの化粧室』La Toilette de Vénus （リヨン 1757年） （音楽 フランソワ・グラニエ）
- 『にわかな感傷』L'Impromptu du sentiment （リヨン 1758年）
- 『アイアコスの死』La Mort d'Ajax （リヨン 1758年）（音楽 フランソワ・グラニエ）
- 『アルセスト』Alceste （シュトゥットガルト 1761年 - ウィーン 1767年） （音楽 グルック）

- 『ヘラクレスの死』La Mort d'Hercule （シュトゥットガルト 1762年）
- 『プシュケとアモール』Psyché et l'Amour （シュトゥットガルト 1762年） （音楽 ジャン＝ジョセフ ロドルフェ）
- 『イアソンとメディア』Jason et Médée （シュトゥットガルト 1763年 - ウィーン 1767年 - パリ 1776年、1780年 - ロンドン 1781年）（音楽 ジャン＝ジョセフ ロドルフェ）
- 『ヒュペルムネストラ』Hypermnestre （シュトゥットガルト 1764年）
- 『ディアナとエンディミオン』Diane et Endymion （ウィーン 1770年）
- 『パリスの審判』Le Jugement de Pâris （ウィーン 1771年）
- 『ロジェロとブラダマンテ』Roger et Bradamante （ウィーン 1771年）
- 『アガメムノンの復讐』Agamemnon vengé （ウィーン 1772年）
- 『タウリスのイフィゲニア』Iphigénie en Tauride （ウィーン 1772年） （音楽 グルック）
- 『テセウス』Thésée （ウィーン 1772年）
- 『アーキスとガラテア』Acis et Galathée （ウィーン 1773年）
- 『アデール・ド・ポンチュー』Adèle de Ponthieu （ウィーン 1773年 - ロンドン 1782年）
- 『アレクサンダーとキャンパスピ』Alexandre et Campaspe de Larisse （ウィーン 1773年）
- 『ホーライとカリス』Les Horaces et les Curiaces （ウィーン 1774年 - パリ 1777年）
- 『ルノーとアルミード』Renaud et Armide （ミラノ 1775年 - ロンドン 1782年）
- 『アペルとキャンパスピ』Apelle et Campaspe （パリ 1776年 - リヨン 1787年）
- 『ガラテアの気まぐれ』Les Caprices de Galatée （パリ 1776年 - ロンドン 1789年）
- 『アネットとルービン』Annette et Lubin（パリ 1778年）
- 『レ・プティ・リアン』Les Petits Riens （パリ 1778年） （音楽 モーツァルト他）
- 『エネとディドンの恋』Les Amours d'Énée et de Didon （リヨン 1781年）
- 『後宮の響宴』La Fête du Sérail （パリ 1788年）
- 『アモールとプシュケ』L'Amour et Psyché （ロンドン 1788年）（音楽 ジャン＝ジョセフ ロドルフェ）
- 『テンペの祭り』La Fête de Tempé （ロンドン 1788年）
- 『アドメート』Admète （ロンドン 1789年）
- 『アルプスのベルジェーレ』La Bergère des Alpes （ロンドン 1794年）
- 『ヴィットーリア』La Vittoria （ロンドン 1794年）
- 『ウィンザー城』Windsor Castle （ロンドン 1795年）